# Вьюнский сельсовет (Новосибирская область)
Вьюнский сельсовет — сельское поселение в Колыванском районе Новосибирской области Российской Федерации.
Административный центр — село Вьюны.

## История
Статус и границы сельского поселения установлены Законом Новосибирской области от 2 июня 2004 года № 200-ОЗ «О статусе и границах муниципальных образований Новосибирской области»

## Население
| 2002  | 2010  | 2012  | 2013  | 2014  | 2015  | 2016  |
| ----- | ----- | ----- | ----- | ----- | ----- | ----- |
| 1528  | ↘1309 | ↗1334 | ↗1353 | ↘1338 | ↘1322 | ↗1327 |
| 2017  | 2018  | 2019  | 2020  | 2021  |       |       |
| ↘1292 | ↘1270 | ↗1274 | ↘1244 | ↘1218 |       |       |

## Состав сельского поселения
| № | Населённый пункт | Тип населённого пункта       | Население |
| - | ---------------- | ---------------------------- | --------- |
| 1 | Вьюны            | село, административный центр | ↘1025     |
| 2 | Красный Яр       | деревня                      | ↗13       |
| 3 | Малая Черемшанка | деревня                      | ↘94       |
| 4 | Пристань-Почта   | деревня                      | ↘51       |
| 5 | Таловка          | деревня                      | ↘126      |